# Списак епизода серије Пријатељи

Пријатељи је амерички ситком емитован на каналу Ен-Би-Си од 1994. до 2004. године. Серија броји 10 сезона и 236 епизода.

## Преглед серије
| Сезона | Сезона | Епизоде | Епизоде | Оригинално емитовање | Оригинално емитовање | Ранг | Рејтинг |
| Сезона | Сезона | Епизоде | Епизоде | Премијера            | Финале               | Ранг | Рејтинг |
| ------ | ------ | ------- | ------- | -------------------- | -------------------- | ---- | ------- |
|        | 1.     | 24      | 24      | 22. септембар 1994.  | 18. мај 1995.        | 8    | 15,6    |
|        | 2.     | 24      | 24      | 21. септембар 1995.  | 16. мај 1996.        | 3    | 18,7    |
|        | 3.     | 25      | 25      | 19. септембар 1996.  | 15. мај 1997.        | 4    | 16,8    |
|        | 4.     | 24      | 24      | 25. септембар 1997.  | 7. мај 1998.         | 4    | 16,1    |
|        | 5.     | 24      | 24      | 24. септембар 1998.  | 20. мај 1999.        | 2    | 15,7    |
|        | 6.     | 25      | 25      | 23. септембар 1999.  | 18. мај 2000.        | 5    | 14,0    |
|        | 7.     | 24      | 24      | 12. октобар 2000.    | 17. мај 2001.        | 5    | 12,6    |
|        | 8.     | 24      | 24      | 27. септембар 2001.  | 16. мај 2002.        | 1    | 15,0    |
|        | 9.     | 24      | 24      | 26. септембар 2002.  | 15. мај 2003.        | 2    | 13,9    |
|        | 10.    | 18      | 18      | 25. септембар 2003.  | 6. мај 2004.         | 4    | 13,6    |

## Епизоде

### 1. сезона (1994—1995)
Пријатељи (1. сезона)

### 2. сезона (1995—1996)
Пријатељи (2. сезона)

### 3. сезона (1996—1997)
Пријатељи (3. сезона)

### 4. сезона (1997—1998)
Пријатељи (4. сезона)

### 5. сезона (1998—1999)
Пријатељи (5. сезона)

### 6. сезона (1999—2000)
Пријатељи (6. сезона)

### 7. сезона (2000—2001)
Пријатељи (7. сезона)

### 8. сезона (2001—2002)
Пријатељи (8. сезона)

### 9. сезона (2002—2003)
Пријатељи (9. сезона)

### 10. сезона (2003—2004)
Пријатељи (10. сезона)